# 프로젝트 641B 솜형 잠수함
프로젝트 641B 솜급 잠수함(Подводные лодки проекта 641Б Сом)은 소비에트 연방의 디젤추진 공격 잠수함으로 나토에서는 탱고급 잠수함(Tango class)으로 분류하였다. 솜급 잠수함은 프로젝트 641급(폭스트롯급 잠수함)을 바탕으로 설계되었으며 잠수함이며 1973년 B-443함을 시작으로 18척이 건조되었다. 전기형과 후기형으로 나뉘는데 후기형은 대잠전 장비를 싣기 위해 선체가 좀 더 길어졌다.
솜급은 항로상의 나토의 핵잠수함과 수상함들을 매복 공격할 목적으로 설계되었다. 솜급의 추진계통은 641급과 같지만 선수에 신형 소나 체계를 장착하고 소음을 감소시켰으며 압력선체의 체적을 늘려 더 많은 축전지를 탑재하게 하여 장기작전능력을 향상시켰다. 그 결과 솜급은 스노켈링없이 물속에서 1주일 넘게 버틸 수 있게 되었다.
솜급의 무장은 선수부의 6문의 533 mm 어뢰 발사관과 선미부의 4개의 533 mm 어뢰발사관으로 이루어져 있다. 22발의 533 mm 어뢰 혹은 44기의 AMD-1000 기뢰를 탑재한다. 또한 거주성이 악화는 것을 감수하면 제 3구획에 12발의 어뢰 혹은 24기의 기뢰를 추가로 적재할 수 있다.
현재 북해함대에서 B-380함 한 척만이 운용되고 있으나 상세한 사항은 알려져 있지 않다.

## 전시된 함

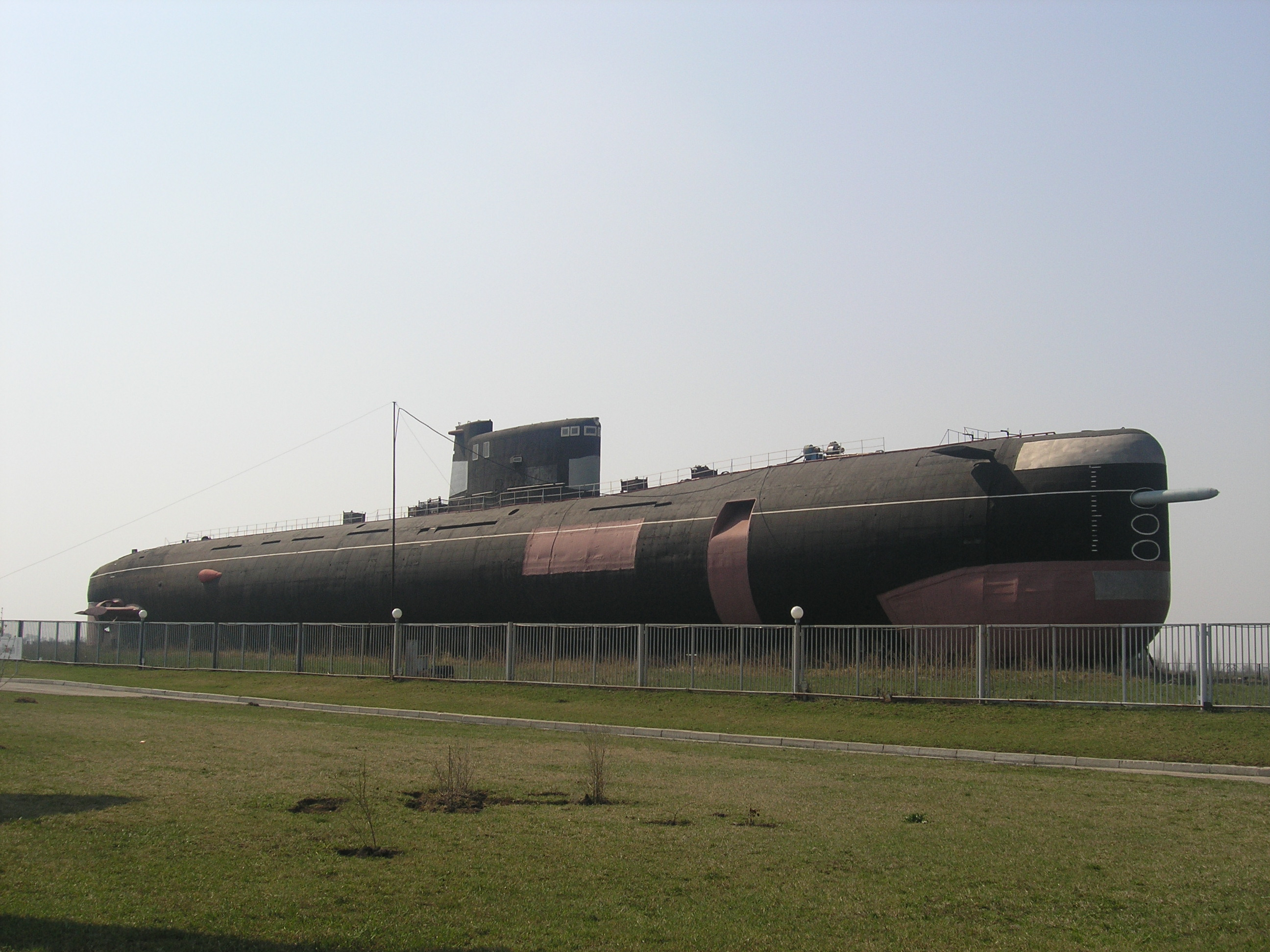
B-307, 톨리야티
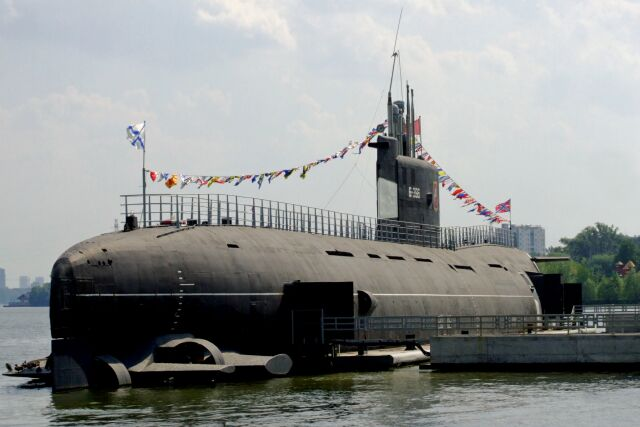
B-396, 모스크바
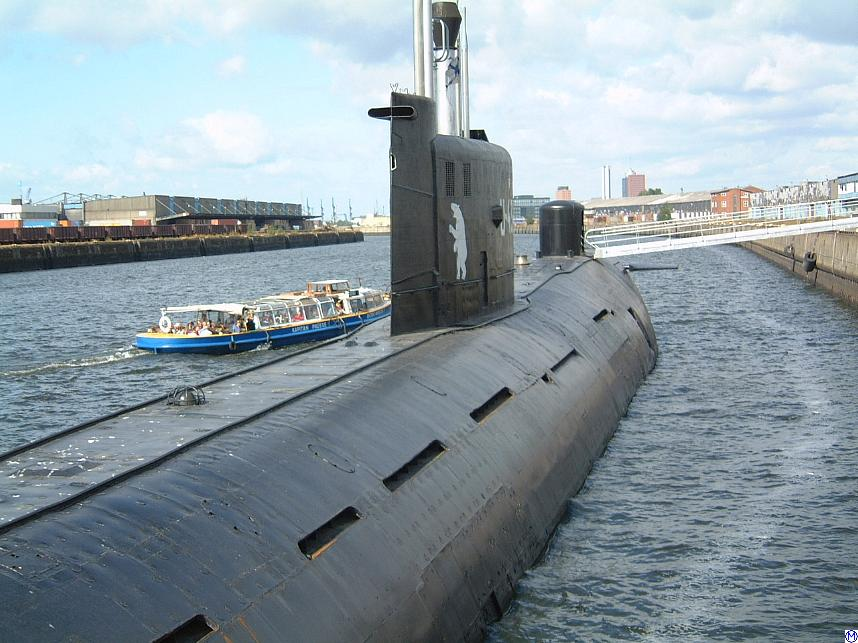
B-515, 함부르크

3대의 641B급 잠수함이 박물관에 전시되어 있다.:
- B-307, 지상 전시 - 톨리야티 기술 박물관
- B-396, 투쉬노 저수지에 계류중 - 모스크바 해군 박물관
- B-515 (U-434), 함부르크 바켄하펜에에 계류중 - 함부르크의 박물관

B-319와 B-474의 해체된 전망탑이 폴리야르누이와 랴잔에 전시되어 있다.

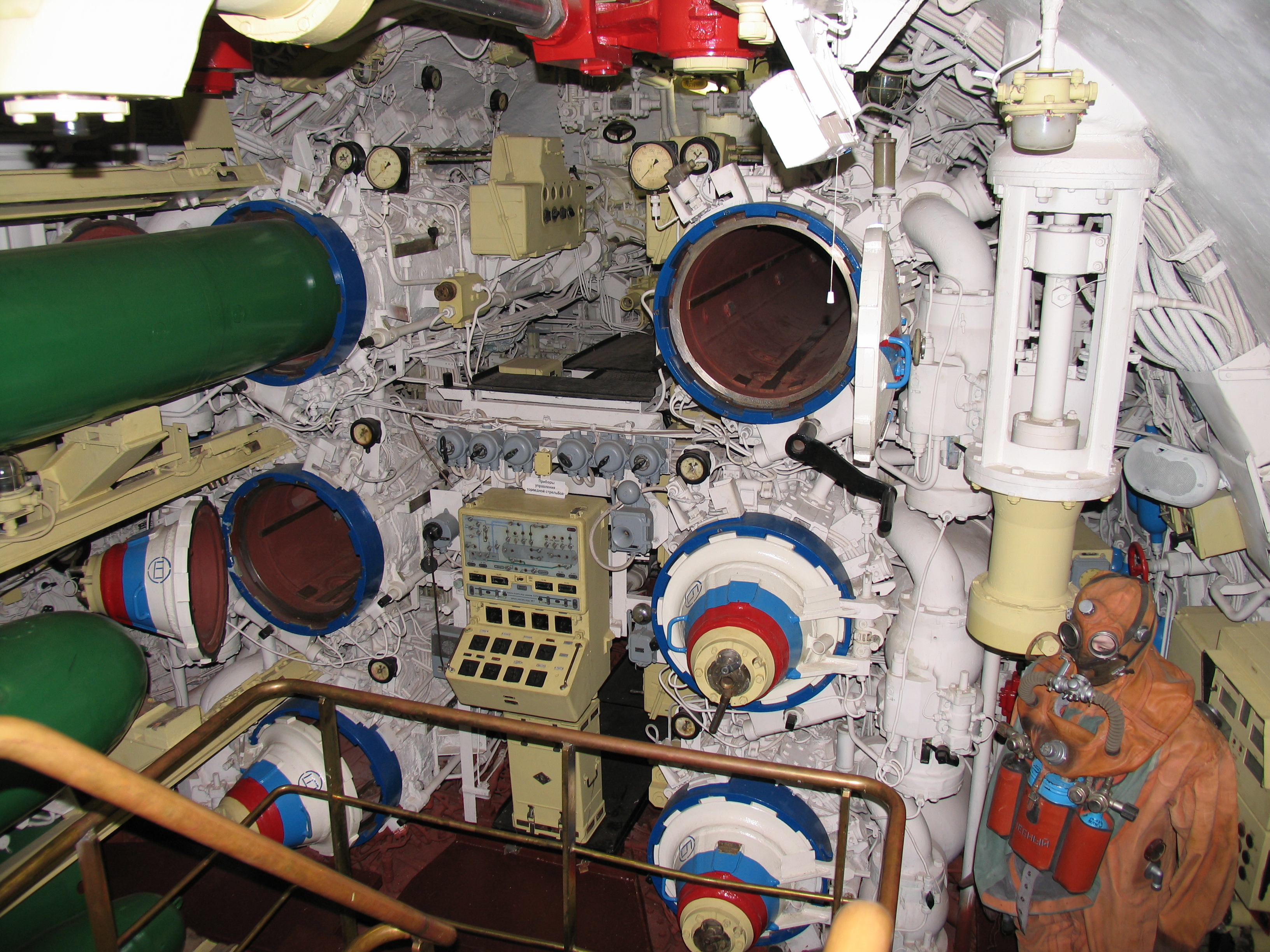
B-396
어뢰실